# Sardar Udham
Sardar Udham és una pel·lícula biogràfica de drama històric en hindi del 2021 dirigida per Shoojit Sircar i produïda per Rising Sun Films en col·laboració amb Kino Works. El guió està escrit per Shubhendu Bhattacharya i Ritesh Shah, mentre que Bhattacharya també escriu la història i Shah també escriu els diàlegs. Basada en la vida de Udham Singh, un lluitador per la llibertat del Punjab que va assassinar Michael O'Dwyer a Londres per venjar la massacre de Jallianwala Bagh de 1919 a Amritsar, la pel·lícula va protagonitzar Vicky Kaushal en el paper principal, juntament amb Shaun Scott, Stephen Hogan, Amol Parashar, Banita Sandhu i Kirsty Averton en papers secundaris.
La pel·lícula es va anunciar oficialment el març de 2019, i la fotografia principal va començar a l'abril. En un programa de marató de 7 mesos, els realitzadors van completar el rodatge de la pel·lícula el desembre de 2019. Ambientada a l'Índia i Anglaterra, la fotografia principal va tenir lloc a Rússia i Índia, amb poques seqüències al Regne Unit i Irlanda. Sardar Udham inclou la banda sonora composta per Shantanu Moitra, la cinematografia a càrrec d'Avik Mukhopadhyay i l'edició realitzada per Chandrashekhar Prajapati.
Inicialment es va retardar diverses vegades a causa del bloqueig de la pandèmia de la COVID-19, els realitzadors es van dirigir cap a una estrena directa a digital a través del servei de streaming Amazon Prime Video. La pel·lícula es va estrenar el 16 d'octubre de 2021, durant el cap de setmana de Dusshera i, finalment, va rebre un gran reconeixement de la crítica, amb elogis dirigits a l'actuació, direcció, guió i aspectes tècnics de Kaushal. La pel·lícula també es va destacar per la seva representació realista de la massacre de Jallianwala Bagh, representada en una seqüència extensa i gràfica. Sardar Udham va ser catalogada per diverses publicacions com una de les millors pel·lícules hindi del 2021, mentre que  Forbes la va nomenar millor pel·lícula hindi del 2021 amb un missatge social.
Sardar Udham va guanyar 9 Filmfare Awards de 14 nominacions, incloent-hi el Millor Pel·lícula (Crítics) i el Millor Actor (Crítics)  (per a Kaushal), convertint-se així en la pel·lícula més premiada de la cerimònia.

## Argument
La pel·lícula va d'anada i tornada des del present, on Sardar Udham Singh es troba a Londres, fins al seu passat quan formava part de l'Hindustan Socialist Republican Association (HSRA) i explora els seus motius per assassinar l'oficial del Servei Civil Indi Michael O'Dwyer. Udham (conegut com Sher Singh) és alliberat de la presó a província del Panjab a l'Índia britànica. Està constantment vigilat per les autoritats colonials. Deixa l'Índia i se'n va a l'URSS durant el que sembla ser hivern. Des d'allà es dirigeix a Londres en vaixell. Tot i que les autoritats britàniques l'estan buscant, ell els escapa amb èxit i viu a Londres, guanyant-se la vida com a venedor i després com a soldador. Es mostra davant de Caxton Hall, entrant on O'Dwyer està donant un discurs sobre el seu temps com a tinent. Governador del Punjab i com havia reprimit un aixecament important. Udham es dirigeix cap a O'Dwyer i li dispara, i és arrestat.
Udham és nomenat advocat que lentament aconsegueix que Udham expliqui la seva història de fons. Udham és portat al tribunal i, malgrat un bon advocat, els jutges el condemnen a mort. En sentir això, Udham fa un discurs improvisat on denuncia el el domini britànic a l'Índia i reafirma el seu suport al moviment per la llibertat de l'Índia. Udham protesta per les condicions de la seva detenció i fa un dejuni de 42 dies, però és forçat per trencar-lo. S'obre a l'inspector que investiga el ca s i li explica els motius de l'assassinat. Udham també va obtenir el títol de Shaheed-E-Azam.
El 1919, Udham és un jove adult que treballa en un molí tèxtil vora Amritsar, amb una xicota muda. El 13 d'abril de 1919, el General Dyer per ordre d'O'Dwyer obre foc contra una multitud de 20.000 manifestants pacífics dins de Jallianwala Bagh. Udham dorm sense adonar-se de la massacre, fins que el seu amic el desperta, ferit de mort i sagnant profusament. Se n'assabenta de la massacre i es precipita als terrenys per ajudar. Es demostra que juntament amb uns quants voluntaris més, Udham troba supervivents i els porta a un hospital improvisat que es veu aclaparat. Més tard és executat i es mostra que té una foto de Bhagat Singh, presa quan Bhagat estava a la presó durant els seus últims dies.
Després de la Independència de l'Índia, les cendres d'Udham es van portar a l'Índia a petició del Ministre rn Cap de Punjab Giani Zail Singh i van ser immerses al riu Sutlej. Les seves cendres es van submergir on es van submergir les cendres del seu ídol Bhagat. A l'escena final, el general Dyer i O'Dwyer donen els seus propis comptes a la Comissió Hunter.

## Repartiment
- Vicky Kaushal - Sher "Udham" Singh aka Ram Mohammad Singh Azad
- Shaun Scott - Michael O'Dwyer
- Stephen Hogan - Detectiu Inspector Swain
- Amol Parashar - Bhagat Singh
- Banita Sandhu - Reshma
- Kirsty Averton -Eileen Palmer
- Andrew Havill - General Reginald Dyer
- Ritesh Shah - Koppikar
- Manas Tiwari - Nihal Singh
- Tim Berrington - John Hutchinson
- Tim Hudson - Winston Churchill
- Nicholas Gecks - Justice Atkinson
- Sam Retford - Detectiu Deighton
- Simon Weir - Jordi VI del Regne Unit
- Jogi Mallang - Surat Ali
- Kuljeet Singh - S. S. Johal
- Abhishek Malik – Associat de Bhagat Singh
- Tushar Singhal - Udham's informer
- Sarfaraz Alam Safu – Intèrpret a Scotland Yard

## Producció

### Desenvolupament
El març de 2019 es va anunciar una pel·lícula basada en la vida del revolucionari indi Udham Singh, amb Shoojit Sircar dirigint la pel·lícula i amb Vicky Kaushal com a protagonista. Shoojit va decidir per posar Kaushal al capdavant, perquè volia un "actor que estigui disposat a donar el seu cor i ànima a la pel·lícula" i aquest últim, provinent del Punjab, semblant a Udham Singh, també nadiu de Punjab. Kaushal ho va declarar com el seu projecte de somni, ja que admirava la filmografia de Shoojit, dient a més: "La manera en què mira el personatge (Udham Singh) i el món és extraordinària i bonica. A més, també és un gran honor per a mi ser dirigit per ell. Sincerament, això és una cosa que trigarà temps a realitzar-se". La pel·lícula va suposar el segon projecte indi que es basava en la vida del revolucionari indi després del protagonitzat per Raj Babbar Shaheed Udham Singh (2000).
La història de la pel·lícula va des dels 20 als 40 anys de Singh, mostrant els esdeveniments de la Massacre de Jallianwala Bagh, fins a l'assassinat de Michael O'Dwyer, el Governador del Panjab (Índia) que va ser responsable de l'incident. La idea es va presentar inicialment per ser presentada a mitjans de la dècada de 1990, després que Shoojit llegia sobre els esdeveniments i la vida d'Udham Singh, quan era estudiant a la Shaheed Bhagat Singh College a Delhi, però havia esperat durant dues dècades a causa de la seva extensa investigació sobre Udham Singh, perquè Shoojit volia mostrar la vida d'Udham a la generació actual de públic més jove. Inicialment, el paper es va oferir a Irrfan Khan, i es va informar que el seu fill Babil Khan interpretava la versió més jove d'Udham Singh. Tanmateix, a causa dels problemes de salut del primer, va abandonar el paper i va insistir que el protatonitzés Kaushal. Kaushal havia experimentat una transformació física per representar la versió més jove de Singh, perdent 15 quilos en dos mesos. També va aparèixer amb un aspecte dur durant poques seqüències i va compartir les imatges de la seva transformació als seus comptes de xarxes socials, més a prop de l'estrena de la pel·lícula, que va ser elogiada tant per fans com per celebritats.
El novembre de 2019, Banita Sandhu que va treballar amb Shoojit a October (2018) va confirmar la seva presència, dient que tindrà un paper important a la pel·lícula. L'actor de televisió i teatre Amol Parashar va ser assignat per interpretar el paper del lluitador per la llibertat indi Bhagat Singh. Amol va dir en una entrevista a The Indian Express: "No vaig haver de copiar la interpretació de cap altre actor perquè ningú sap quina alçada era, com caminava. És només a través dels relats escrits, que majoritàriament són sobre les seves idees i el seu procés de pensament. Ara necessitàvem crear una persona creïble. Es tractava més de la seva energia." La pel·lícula també compta amb els actors britànics Shaun Scott, Kirsty Averton i Stephen Hogan interpretant papers destacats. Originalment es titulava Sardar Udham Singh, però el títol es va canviar més tard a Sardar Udham.

### Filmació
L'any del centenari de la Massacre de Jallianwala Bagh el 13 d'abril de 2019, els realitzadors van començar la fotografia principal que va començar a Londres, amb un programa de 25 dies que es va filmar i l'equip es va traslladar a Rússia a finals d'abril, mentre també filmava diverses seqüències a St. Petersburg. Com que la pel·lícula està ambientada en l'època anterior a la independència, Shoojit volia recrear els escenaris, els personatges i les coses relacionades amb aquell període. Atès que, al ser la seva primera pel·lícula d'època, va tenir dificultats per investigar sobre les coses utilitzades, ja que "hi ha pocs registres disponibles i els que hi ha són especulatius". Va obtenir idees per recrear aquell període veient cinema estatunidenc i cinema europeu, documentals i imatges arxivades recopilades del mitjà en línia.Quatre dies abans de començar el rodatge de la pel·lícula, Kaushal va rebre ferides mentre rodava una altra pel·lícula i tenia 13 punts de sutura a la galta. Però Shoojit li va aconsellar que vingués amb el rodatge dient que Sardar Udham també tindrà punts de sutura i va rodar les seves escenes amb una cicatriu real a la cara.
Els cineastes van rodar un programa d'un mes a Rússia i l'equip es va dirigir a Irlanda i Alemanya a mitjans de juny de 2019.Amb un rodatge de tres mesos a algunes parts d'Europa i altres països, l'equip va tornar a Índia per començar el segon programa a Amritsar, Punjab l'octubre de 2019. La programació va durar 25 dies on es van rodar seqüències amb la massacre i les seves conseqüències. Vicky Kaushal va declarar en una entrevista sobre la recreació de l'incident que "va ser físicament i emocionalment esgotador i esfereïdor com a individu, però com a actor, hem d'estar preparats en tot tipus. Per ser llançats a aquesta realitat, gairebé una realitat, per imaginar-me en aquell espai. Vaig haver de reaccionar davant cossos morts i tot aquest vessament de sang i bany de sang." Atès que, la tripulació no va poder rodar els incidents a Jallianwala Bagh, els fabricants van recrear poques escenes a escenaris buits al Punjab. Algunes escenes també foren rodades a Hoshiarpur. L'equip va tornar a Europa per rodar algunes seqüències al novembre. Els realitzadors acabaren el rodatge de la pel·lícula el 27 de desembre de 2019, després de rodar-se consecutivament durant 6-7 mesos i abastar quatre estacions. Les parts implicades a Londres, es van recrear a Rússia, llevat d'algunes seqüències que es van rodar a Regne Unit i Irlanda.

### Postproducció
Els treballs de postproducció de la pel·lícula estaven programats per començar a mitjans de març de 2020, però es van retardar indefinidament a causa del onfinament pandèmic de la COVID-19 a l'Índia. El 8 de juny de 2020, els realitzadors van decidir començar les activitats de postproducció de la pel·lícula amb Shoojit activant un pla de quatre fases que comença amb el procés d'edició, que dura entre 15 i 20 dies. Chandrashkehar Prajapati era l'editor de la pel·lícula, i durant el procés d'edició, només el director, l'editor i els seus ajudants podien entrar a la sala de muntatge, treballant complint estrictament els protocols de distanciament social i va haver de completar tots els treballs d'edició abans del toc de queda nocturn a les 19:00. També es va sentir agraït que la indústria cinematogràfica hagués desenvolupat una aplicació que els permeti per compartir contingut editat, fotograma a fotograma, amb comentaris explicatius, entrada i sortida en línia. Shoojit volia reprendre els efectes visuals en la segona fase de la postproducció, però es va empènyer més enllà, ja que necessitava un nombre més gran de tripulants d'unes 150 –200 persones.
El compositor Shantanu Moitra va treballar en la partitura de la pel·lícula durant el juny de 2020. Després d'algunes relaxacions anunciades a mitjans de setembre de 2020, els realitzadors van reprendre el treball sobre efectes visuals. Més tard, a l'octubre es va reprendre el treball en el disseny de so, com a darrera fase del procés de postproducció. Una part del disseny de so es va fer a Europa i una altra part va tenir lloc a casa a Kolkata. Altres activitats com ara digital intermediate, etalonatge digital i previsualització, finalment, van començar a principis de 2021. Segons el suggeriment del director de fotografia Avik Mukhopadhyay i altres membres de la tripulació: el productor executiu Kumar Thakur, els directors d'art Mansi Mehta i Dmitriy Malich: els creadors es van centrar en l'ús de paleta de colors amb un tema de color gris durant les seqüències estrangeres, i un sèpia tema de color per a les seqüències a Amritsar. Vicky Kaushal va completar el doblatge de les seves parts el setembre de 2021.

## Banda sonora
La banda sonora de Sardar Udham va incloure sis composicions instrumentals utilitzades a la banda sonora composta per Shantanu Moitra. Tot i que la pel·lícula no inclou cap cançó, Moitra va compondre la banda sonora de la pel·lícula durant el període de confinament de la pandèmia de COVID-19 el juny de 2020. Abans de l'inici del rodatge, va gravar una pista instrumental tenint en compte l'estat de la ment d'Udham Singh en aquesta peça musical. El treball en la partitura musical de la pel·lícula va començar durant la fase de preproducció, on ell i el seu equip musical van planificar i dissenyar la partitura de la pel·lícula al seu espai de casa. Les cançons van ser produïdes per George Joseph, cadascuna de les cançons va ser curosament seleccionada en funció de la vida i els esdeveniments que van girar al voltant d'Udham Singh. El 2 d'octubre de 2021, Zee Music Company va publicar un àlbum format per temes instrumentals. L'actor principal, Vicky Kaushal, que va compartir l'àlbum de música sencer a través de les xarxes socials i les plataformes musicals l'anomenava "l'ànima de la pel·lícula".
A la ressenya de la pel·lícula publicada a la revista The Week, Aiswarya Venugopal va declarar sobre la música, dient que "les sis cançons instrumentals compostes per Shantanu Moitra, flueixen perfectament ja que representen diferents fases de la vida d'Udham". Umesh Punwani de Koimoi va declarar que "la banda sonora de fons brilla a la segona meitat". Una ressenya a Deccan Herald també va elogiar l'exclusió de cançons de la pel·lícula, ja que ofereix una "narració realista". A més del treball de Moitra a la partitura, el disseny de so realitzat per Dipankar "Jojo" Chaki va ser molt elogiat per reflectir l'autenticitat de l'època anterior a la independència. Tanmateix, el creador del vídeo Anmol Jamwal, va compartir les seves opinions a la pel·lícula, va elogiar la partitura de Moitra, ja que s'infusiona amb les imatges de la manera correcta, però va sentir que una composició d'una poesia havia "millorat la qualitat de la pel·lícula, en poques escenes inquietants sobre l'incident que es mostrava.".
| 1.            | «Time To Meet My Friend»  |               | 4:02  |
| 2.            | «Sardar Udham Theme»      |               | 2:10  |
| 3.            | «Crush The Rebels»        |               | 5:11  |
| 4.            | «You Are Not Coming Back» |               | 4:40  |
| 5.            | «I Was Late»              |               | 4:24  |
| 6.            | «Koi Zinda Hai»           |               | 5:33  |
| Durada total: | Durada total:             | Durada total: | 26:00 |

## Estrena
El juny de 2019, Shoojit Sircar va anunciar que la pel·lícula s'estrenaria a les sales amb motiu de Gandhi Jayanti (2 d'octubre de 2020), mentre que també es rumoreja que s’estrenaria conjuntament amb Satyameva Jayate 2 i Jayeshbhai Jordaar. Tanmateix, el març de 2020, la pel·lícula es va programar per a l'estrena més tard el 30 de desembre de 2020, que també es va ajornar, ja que les obres de postproducció es van veure afectades a causa del confinament pandèmic de la COVID-19 a l'Índia. Malgrat els retards, Shoojit va decidir estrenar la pel·lícula als cinemes a diferència d'altres grans pel·lícules hindi, que van debutar a les plataformes de transmissió digital des del tancament de cinemes a tot el país a causa de la pandèmia.
El setembre de 2021, els productors es van dirigir a un llançament directe a digital, tenint en compte que els cinemes es van reobrir però només en estats limitats, i també el govern no va permetre el permís per reprendre les operacions de cinemes a Maharashtra fins al 22 d'octubre de 2021. Els productors després van vendre els drets de distribució de la pel·lícula a Amazon Prime Video, que tenia una data de llançament programada el 16 d'octubre de 2021, coincidint amb el cap de setmana del Dusshera. El 27 de setembre de 2021, els creadors van publicar el teaser de la pel·lícula, que va introduir el seu tema i premissa d'una manera única. Tres dies després, el 30 de setembre, el tràiler oficial de la pel·lícula es va llançar en un esdeveniment a Mumbai, amb la presència de Vicky Kaushal i Shoojit Sircar, juntament amb l'equip de la pel·lícula. El tràiler va rebre una resposta positiva dels fans.
Kaushal va compartir les seves fotografies de treball de la pel·lícula abans de l'estrena, i també va compartir fets sobre Udham Singh, al seu compte d'Instagram. El 15 L'octubre de 2021, un dia abans de l'estrena, es va fer una projecció especial de Sardar Udham a la premsa, crítics i celebritats en un teatre de Mumbai. La nit del mateix dia, Amazon Prime Video va estrenar la pel·lícula abans de la llançament programat per al 16 d'octubre, a més de 240 països i també en hindi, punjabi i anglès.

## Recepció
La pel·lícula va rebre elogis de la crítica generalitzada, lloant les interpretacions de Kaushal i el repartiment secundari, la representació realista de la Massacre de Jallianwala Bagh, l'escenari de l'Índia preindependent, aspectes tècnics, guió i direcció.
Shubhra Gupta de The Indian Express va donar una ressenya positiva i va afirmar-la com "una recreació llarga i sense presses d'una part turbulenta del passat colonial de l'Índia, anant i tornant del Panjab a Londres, amb uns quants desviaments aquí i allà", amb una valoració de tres sobre cinc. Anna M. M. Vetticad de Firstpost també va fer una crítica positiva dient "Shoojit Sircar ha triat per explicar una història real notable (i dolorosa) basant-se només en fets i fets", i va afirmar, a més, "Les atrocitats comeses pels colonitzadors britànics a l'Índia es caracteritzen per la crueltat de Jallianwala Bagh. No és més que una gesta que Sircar hagi aconseguit narrar aquella tragèdia i les seves conseqüències sense convertir la seva pel·lícula en una crida a la venjança. Tant pel que fa al mèrit artístic com a les declaracions polítiques que fa, Sardar Udham és una fita per al cinema indi."
Namrata Joshi de National Herald India va escriure: "La pel·lícula biogràfica de Shoojit Sircar sobre el patriota és un tros impressionant de la història que reflecteix el nostre present conflictiu i ens adverteix sobre les trampes del futur". Saibal Chatterjee de NDTV va declarar "El biopic amb una lent brillant també treu el poder de l'actuació intensa i intuïtiva de l'actor principal Vicky Kaushal. Sircar combina un retrat d'una brutalitat impactant amb una representació de la determinació d'un home de no retrocedir de la seva arriscada estratagema. Hi ha un grau fenomenal d’artesania a Sardar Udham, però res d'això s'utilitza per a un simple efecte. També hi ha molta ànima en aquesta pel·lícula magníficament elaborada." Renuka Vyahare de The Times of India va declarar "Això la pel·lícula és una bomba de rellotgeria a l'espera d'explotar, però vés amb compte; l'espera prova la teva paciència. La intenció és donar una calma abans de la tempesta de tractament a la narració. La narració no lineal i no verbal lluita per mantenir la vostra atenció fins i tot una hora després de la pel·lícula. La recreació de la massacre de Jallianwala Bagh és inquietant de veure i aquesta és la raó per la qual calia explicar aquesta història." Escrivint per la revista The Week, Aishwarya Venugopal va declarar: "Per a la pel·lícula biogràfica d'un revolucionari, la pel·lícula no llança diàlegs punxants ni la xerrameca massa utilitzat del jingoisme. En canvi, Sircar porta l'espectador sense problemes, però amb dolor, a través de la seva vida turbulenta". Anuj Kumar de The Hindu va declarar: "Shoojit Sircar explora definicions i preocupacions controvertides, ja que L'Índia continua lluitant amb la idea de la dissidència, i l'article 144 segueix sent una eina repressiva en mans del govern del moment".
Soumya Srivatsava d’Hindustan Times va escriure: "Sardar Udham, si mai hi va haver cap dubte, també demostra una vegada més que Shoojit Sircar està en plena forma i entre els cineastes més fiables del cinema hindi en aquest moment. de vides a biografies sobre herois històrics, ha estat capaç de donar el seu segell distint a qualsevol idea que hagi agafat. Espero que la ratxa continuï 20 anys més." Nandini Ramanath de Scroll.in va declarar que "Sardar Udham segueix un grapat de biopics sobre una figura històrica la colorida vida del qual es presta fàcilment a la ficció. reactors, resisteixen valentament però també de manera desconcertant la temptació d'incloure el que podria haver estat un shoo-in. El guió no lineal de Shubendu Bhattacharya (que també té un crèdit de la història) i Ritesh Shah es basa en fets, però pren una llicència creativa amb ells." D'altra banda, Syed Firdaus Ashraf de Rediff va donar un ressenya mixta que diu "No et poses la pell de gallina ni la pujada d'adrenalina de desh bhakti (patriotisme), que una pel·lícula com Sardar Udham hauria de donar a tots els indis. Però cal explicar la història d'un heroi desconegut i treure’s el barret davant Shoojit Sircar per fer-ho."
Diverses publicacions van incloure Sardar Udham com una de les millors pel·lícules de Bollywood del 2021, que inclou: The Indian Express (Shubhra Gupta i Minnasa Shekhar), Film Companion (Anupama Chopra), Hindustan Times (Devarsi Ghosh), The Hindu (Anuj Kumar), India Today (Anandita Mukherjee) i Firstpost (Subhash K. Jha).

## Premis i nominacions
| Premis               | Data de cerimònia | Categoria                   | Receptors                                              | Resultat  |        |
| -------------------- | ----------------- | --------------------------- | ------------------------------------------------------ | --------- | ------ |
| 67ns Filmfare Awards | 30 d’agost 2022   | Millor pel·lícula           | Rising Sun Films, Kino Works, Amazon Prime Video       | Nominat   | [ 85 ] |
| 67ns Filmfare Awards | 30 d’agost 2022   | Millor director             | Shoojit Sircar                                         | Nominat   |        |
| 67ns Filmfare Awards | 30 d’agost 2022   | Millor pel·lícula (Critics) | Shoojit Sircar                                         | Guanyador |        |
| 67ns Filmfare Awards | 30 d’agost 2022   | Millor actor (Critics)      | Vicky Kaushal                                          | Guanyador |        |
| 67ns Filmfare Awards | 30 d’agost 2022   | Millor actor                | Vicky Kaushal                                          | Nominat   |        |
| 67ns Filmfare Awards | 30 d’agost 2022   | Millor guió                 | Shubendu Bhattacharya, Ritesh Shah                     | Guanyador |        |
| 67ns Filmfare Awards | 30 d’agost 2022   | Millor diàleg               | Ritesh Shah                                            | Nominat   |        |
| 67ns Filmfare Awards | 30 d’agost 2022   | Millor disseny de producció | Mansi Dhruv Mehta, Dmitrii Malich                      | Guanyador |        |
| 67ns Filmfare Awards | 30 d’agost 2022   | Millor fotografia           | Avik Mukhopadhyay                                      | Guanyador |        |
| 67ns Filmfare Awards | 30 d’agost 2022   | Millor disseny de vestuari  | Veera Kapoor EE                                        | Guanyador |        |
| 67ns Filmfare Awards | 30 d’agost 2022   | Millor muntatge             | Chandrashekhar Prajapati                               | Nominat   |        |
| 67ns Filmfare Awards | 30 d’agost 2022   | Millor disseny de so        | Dipankar Chaki, Nihar Ranjan Samal                     | Guanyador |        |
| 67ns Filmfare Awards | 30 d’agost 2022   | Millor banda sonora         | Shantanu Moitra                                        | Guanyador |        |
| 67ns Filmfare Awards | 30 d’agost 2022   | Millors efectes especials   | SUPERB/BOJP MAIN ROAD POST NY VFXWAALA EDIT FX STUDIOS | Guanyador |        |

## Polèmiques

### Problemes de drets d'autor
Es va fer un biopic sobre el revolucionari Udham Singh, com Shaheed Udham Singh (2000) abans que es conceptualitzés Sardar Udham. El productor de la pel·lícula, Iqbal Dhillon, va enviar un avís públic a Kaushal i Sircar reclamant els drets d'autor del biopic de la pel·lícula. L'avís deia: "Nosaltres, Surjit Movies i Iqbal Singh Dhillon som els productors i els únics, exclusius i absoluts propietaris dels drets d'autor i de tots els altres drets i de totes les obres de la pel·lícula panjabi i hindú Shaheed Udham Singh: Alias Ram Mohammed Singh Azad." En defensa, poques fonts havien afirmat que l'equip no va demanar prestat res d'aquesta pel·lícula i, a més, van afegir que l'any 2000, tota la seva obra de vida està lliure de drets d'autor i l'equip no tindrà cap problema per a la pel·lícula, tret que la família d'Udham Singh tingui cap problema amb el contingut.

### Presentació de l'Acadèmia
La pel·lícula va ser preseleccionada entr 14 altres pel·lícules índies a presentar als Premis Oscar de 2021 sota la nominació a l' Categoria Millor pel·lícula estrangera. Tanmateix, no ha estat seleccionada. Els membres del jurat —el compositor i director musical bengalí Indraadip Dasgupta i el dissenyador de producció Sumit Basu — van criticar la durada de la pel·lícula i el seu clímax endarrerit, motiu pel qual no va ser seleccionat per a les nominacions. Aquest últim, però, va afirmar que la pel·lícula projecta "l'odi cap als britànics". La decisió dels membres del jurat van rebre una mica de reacció, qualificant els seus motius d'"infundats". Tanmateix, el director Shoojit Sircar i Vicky Kaushal van respectar la decisió del jurat com "una opinió personal i subjectiva". No obstant això, van donar suport a la pel·lícula tàmil Koozhangal, que va ser seleccionada com a entrada oficial a la cerimònia de lliurament del premi, però que tampoc va ser nominada.